# Valeriana boliviana
Valeriana boliviana är en kaprifolväxtart som beskrevs av Nathaniel Lord Britton. Valeriana boliviana ingår i släktet vänderötter, och familjen kaprifolväxter. Inga underarter finns listade i Catalogue of Life.